# Zachariasz Bernatowicz
Zachariasz Bernatowicz herbu Bernatowicz (zm. po 20 stycznia 1725) – sekretarz królewski w 1712.

## Życiorys
Pochodził z zamożnej lwowskiej rodziny ormiańskiej Bernatowiczów. Był synem kupca lwowskiego, sekretarza króla polskiego Jana II Kazimierza i starszego sądów ormiańskich we Lwowie, Krzysztofa Awedyka. August II Mocny mianował go swoim sekretarzem, a w 1712 objął urząd dyrektora sądów ormiańskich we Lwowie.